# Haptolana bowmani
Haptolana bowmani är en kräftdjursart som beskrevs av Lazar Botosaneanu och Thomas M. Iliffe 1997. Haptolana bowmani ingår i släktet Haptolana och familjen Cirolanidae. Inga underarter finns listade i Catalogue of Life.